# Ácido gentísico
O ácido gentísico é um dos isômeros do ácido di-hidroxibenzoico. É um derivado do ácido benzoico e um produto menor (1%) do metabolismo da aspirina, excretado pelos rins.

## Produção
O ácido gentísico é produzido pela carboxilação da hidroquinona.
C6H4(OH)2  +  CO2   →   C6H3(CO2H)(OH)2
Esta conversão é um exemplo da reação de Kolbe–Schmitt.

## Aplicações
Como uma hidroquinona, o ácido gentísico é rapidamente oxidado e usado como excipiente antioxidante em alguns preparos farmacêuticos.
É utilizado em pesquisas como matriz para análise de biomoléculas por espectrometria de massa, especificamente em metodologias de ionização e dessorção a laser assistida por matriz (MALDI).